# Три зверолова
«Три зверолова» — стихотворение советского писателя Самуила Маршака (1887—1964), написанное в 1923 году по мотивам английского стихотворения «The Three Jovial Huntsmen» (три весёлых охотника)

## История

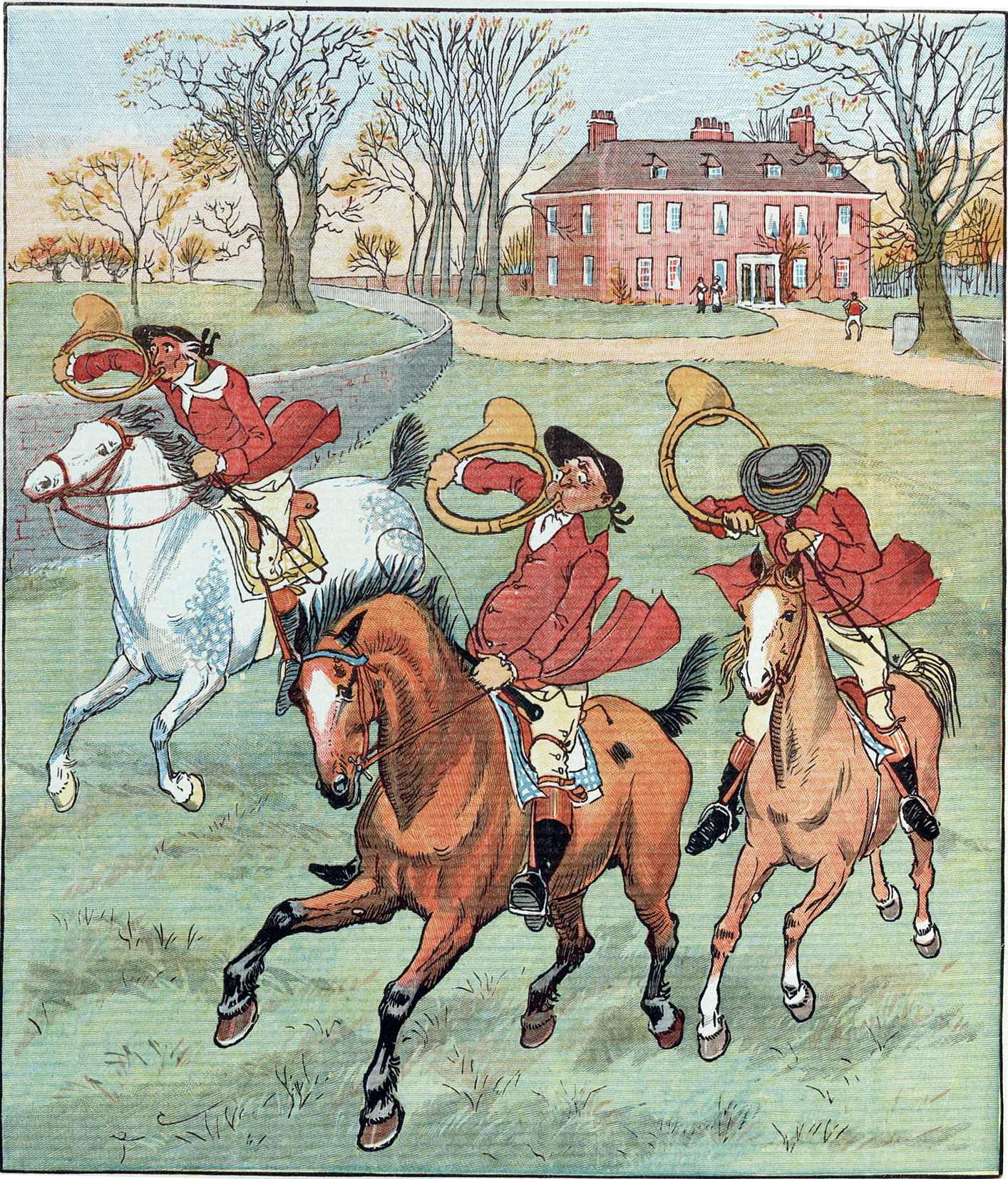
Page 0158 из полной коллекции фотографий и песен Рэндольфа Кальдекотта The Three Jovial Huntsmen

Впервые опубликовано на русском языке под названием «Звероловы» в книге «Дом, который построил Джек», 1923 и проиллюстрировано В. Конашевичем.
Английский оригинал стихотворения представляет собой вариант фольклорной песни «Три охотника» (иногда называемой «Три весёлых охотника»)
В 1880 году в Англии вышла книга «Три веселых охотника» (1880), иллюстрированная Рэндольфом Кальдекоттом, выгравированная и напечатанная Эдмундом Эвансом и опубликованная издательством George Routledge & Sons в Лондоне. Книга была хорошо принята, стала популярной и была продана десятками тысяч экземпляров.
Три забавных наездника, представленные в книге, были помещены в качестве логотипа журнала Horn Book Magazine. В 1914 году компания Frederick Warne & Co воспроизвела четыре цветных изображения из книги в виде открыток.
История также была отмечена использованием слова «powlert», которое не было определено ни в словарях The New English, ни в словарях The Century.
Маршак считается одним из создателей советской литературы для детей, стоящей на уровне «взрослой» литературы. Исходным материалом он сознательно выбрал английские источники. У англичан давно уже существовала специализированная детская поэзия, основным достоинством которой было именно её умение ориентировать художественную форму на примитивные мыслительные процессы, чем сдвигало начало литературно-художественного развития ребенка на значительно более ранний период. Воспринимаемая взрослыми как «бессмыслица» ориентированная на примитивное мышление поэзия такого рода для детского мозга была полна смысла (как самый процесс нахождения сходств и различий между предметами). Переведенные с английского Маршаком «Три зверолова» считались в этом ряду ярким примером